# Fènix (ocell)
|  | «Bennu» redirigeix aquí. Vegeu-ne altres significats a «(101955) Bennu». |

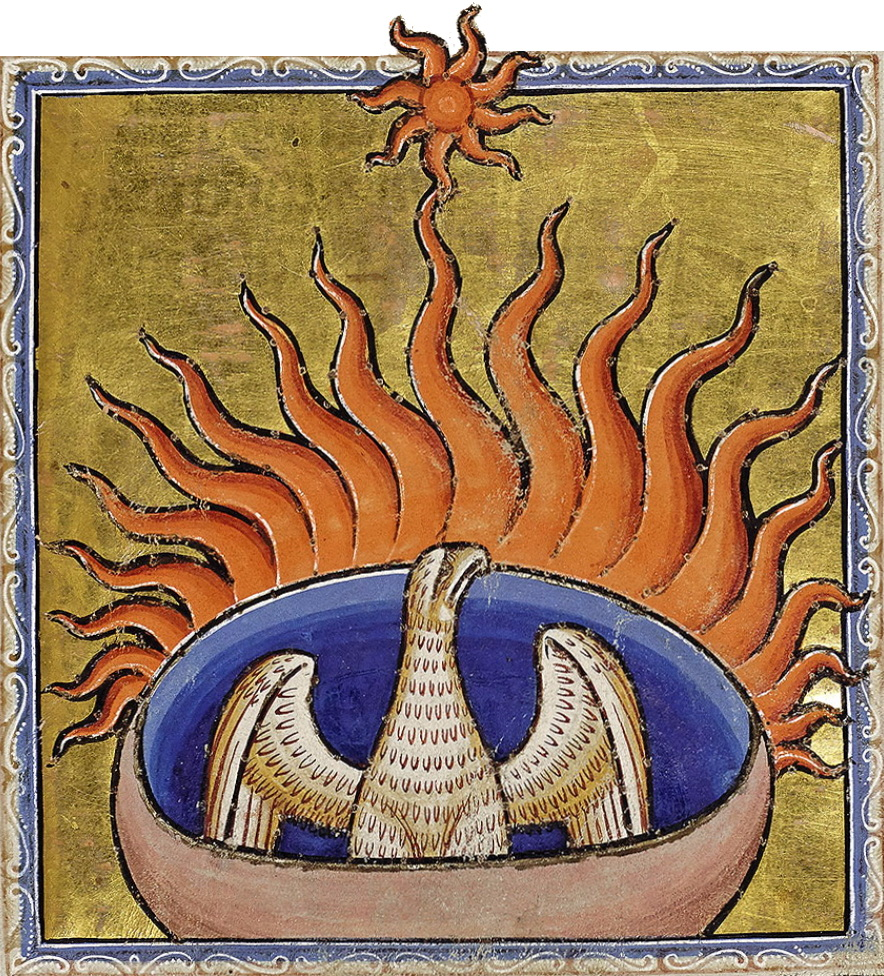
El fènix del Bestiari d'Aberdeen

En l'antiga mitologia egípcia, en què s'anomena Bennu, i en els mites que en deriven, el fènix és un ocell de foc sagrat.

## Història
El fènix és un ocell mascle, amb les plomes daurades i vermelles, molt belles que quan arriba a la fi del seu cicle vital, fa un niu de branquillons de canyella i després l'encén. El niu i l'ocell es cremen amb fúria i queden reduïts a cendra, de la qual sorgeix un nou i jove fènix. El fènix nou embalsama les cendres del vell en un ou de mirra i el porta a Heliòpolis ('la ciutat del sol', en grec), situada a Egipte. Es creia que el fènix es regenerava de les ferides d'un adversari, per la qual cosa era gairebé immortal i invencible -un símbol del foc i de la deïtat.
Encara que les descripcions i les referències als anys que viu varien, el fènix esdevingué popular en el cristianisme primitiu i en la literatura com a símbol de la resurrecció, de la immortalitat i de la vida després de la mort.
Com continua l'Enciclopèdia Britànica de 1911:

## Representacions
El bennu apareix als Textos de les Piràmides representat com una cuereta groga, una manifestació del deu del sol heliopolità, Atum. Més tard, en el Llibre dels Morts apareix representat en la seva forma més coneguda de bernat pescaire. La seva representació en d'altres texts egipcis és sempre com un dels símbols sagrats venerats a Heliòpolis, estretament associat amb el sol naixent i el déu del sol egipci Ra.

## Símbol nacionalista català

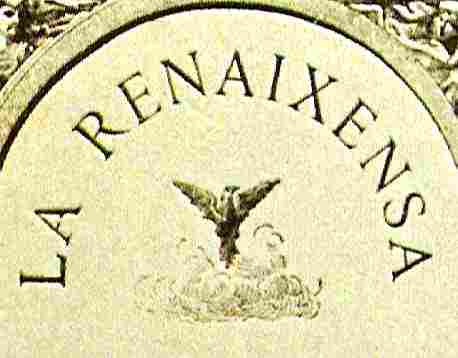
Portada de la revista La Renaixensa amb el fènix

El fènix ja era conegut als Països Catalans a l'edat moderna, en què apareix representat, i anomenat amb aquest nom, en les processons del Corpus de Barcelona ("Lo Fènix tot sol", 1530), com a símbol de la resurrecció cristiana. Posteriorment, Narcís Feliu de la Penya i Farell va fer aparèixer el fènix en el títol del seu tractat regeneracionista polític, econòmic i social Fènix de Cataluña, compendio de sus antiguas grandezas y medios para renovarlas, publicat el 1683, l'obra més representativa de la seva època.
Des del segle xix, el fènix fou emprat pels primers catalanistes i independentistes catalans com a símbol de l'esperit de construcció nacional després de la derrota. És el símbol de la Renaixença catalana i en l'època, del renaixement. També fou emprat pel grup independentista irlandès Sinn Féin.
Aquest símbol començà a usar-se al Principat de Catalunya en la revista La Renaixença (1881-1905), publicada per Pere Aldavert, amb el suport d'Àngel Guimerà i de Francesc Matheu. La imitaren altres publicacions catalanistes, com L'Esperit Català (1883-1884), l'Almanach de la campana (1886),i La Caça de la Perdiu (1904). De 1910 a 1921, continuà apareixent en una gran varietat de publicacions, no sols independentistes, com La Veu del Poble (1921), però la principal en fou Renaixement.
La representació del fènix es confongué amb l'àguila usada per Marià Aguiló i Fuster en algunes de les seves publicacions, procedent de l'escut d'armes del seu primer cognom. Aquesta identificació fou possible pel lideratge d'Aguiló en el moviment representat pel fènix. D'altra banda, el cap del fènix dalt de l'escut nacional dels Quatre Pals també recorda la Vibra de la cimera de la dinastia catalana representada de front i, fins i tot, el ratpenat que en deriva. També recorda l'àguila imperial de la casa d'Àustria (els Països Catalans i l'Aragó havien lluitat en la Guerra d'Ocupació o de Successió per l'arxiduc Carles III, identificat amb les Constitucions pròpies), per bé que l'àguila imperial era bicèfala.
En la dècada de 1980, les organitzacions Nosaltres Sols i Estat Català recuperen el fènix com a símbol nacionalista català.
El I Congrés Internacional de la Llengua Catalana (1906) usà el lema Aixeca't i parla, referit a la llengua catalana en situació de minorització per la persecució política dels estats espanyol i francès. Amb aquest lema, es produeix una cristianització del símbol del fènix, ja que és inspirat en la resurrecció de Llàtzer relatada als evangelis. Aquest mateix lema ha estat emprat per l'empresa Nike en una campanya contra el racisme (Stand Up Speak), que és difós gravat en dues bandes de silicona entrellaçades, una de blanca i una de negra.

## Cultura popular

### Literatura
El fènix s'ha fet també famós com a símbol de l'ascens i la decadència social: Montag i Faber en la novel·la de Ray Bradbury Fahrenheit 451. El cas de la destrucció d'una societat autocomplaent i injuriosa per tal de fer possible un començament des dels fonaments s'ha comparat amb la consumició del fènix de la mitologia per les flames, seguida de la resurrecció des de les cendres.
Fa més poc temps, en les novel·les de Harry Potter de J. K. Rowling hi ha un fènix, anomenat Fawkes (per Guy Fawkes). És l'animal de companyia de Dumbledore (també s'ha especulat si el Patronus de Dumbledore no ho deu ser, un fènix). No se sap l'edat d'aquest ocell, però té menys de 500 anys. En el món de Harry Potter, els fènixs poden portar uns pesos enormes, les seves llàgrimes tenen poders curatius extraordinaris i el seu cant es diu que fa por als impurs i dona coratge als de cor pur. Les varetes dels mags en aquest món tenen totes un element màgic (per exemple, una ploma de fènix, un pèl d'unicorn, fibres del cor d'un drac) a dintre, folrat de fusta. Les varetes tant de Harry com de Lord Voldemort contenen una ploma del fènix domèstic de Dumbledore, Fawkes. Aquest fènix fa de missatger de l'orde.

### Música
Transsylvania Phoenix és el nom d'un grup de rock romanès amb lletres de cançó folklòriques. Phoenix és el nom d'un grup de pop francès que canta en anglès. La Fenice ('El Fènix') és un teatre d'òpera famós de Venècia, Itàlia. També Stratovarius té una cançó anomenada Phoenix. Fins i tot, gràcies a un fènix, va guanyar Conchita Wurst el Festival de la Cançó d'Eurovisió 2014, realitzat a Copenhaguen, defensant el seu país (Àustria) amb Rise Like a Phoenix (enlaira't, au fènix).

### Arts gràfiques
El logotip de Queen té una imatge d'un fènix en la part superior. El logotip fou dissenyat pel seu cantant Freddie Mercury.
En la sèrie Final Fantasy, el fènix apareix com una invocacíó a Final Fantasy V, Final Fantasy VI, Final Fantasy VII, Final Fantasy VIII, i Final Fantasy IX. A diferència de la majoria de conjurs de la sèries, l'obtenció del conjur del fènix normalment lliga l'argument del joc d'alguna manera. En Final Fantasy V, el jugador pot seguir un episodi secundari en el qual ell o ella troba la vibra (wyvern) del rei Tycoon dalt la torre del Fènix, gairebé morta. La vibra (wyvern) se sacrifica per Reina, la filla del rei Tycoon, tirant-se de dalt de la torre i, mentre s'estimba, un fènix s'eleva des de dins el seu cos i concedeix el seu ajut al grup com una invocació. En Final Fantasy VI, el personatge anomenat Locke, un lladre noble, intenta de reanimar la seva amant, Rachel, que havia perdut feia temps quan es llançà cap a una mort segura a l'abisme d'un avenc, utilitzant el magicite a la cova del Fènix, que es diu que conté l'essència de l'ocell llegendari. El fènix és un ocell llegendari, però només n'hi havia un de viu. Quan era prop de la mort (i ell sabia quan seria aproximadament) feia una foguetera i s'hi immolava, però en naixeria un de nou i més jove. Les plomes del fènix són un producte corrent de les botigues no especialitzades que es poden utilitzar per fer tornar a viure els participants morts o mal ferits. Un fènix fa un paper important en el joc Shining Force II.